# Trichoclinocera pectinifemur
Trichoclinocera pectinifemur är en tvåvingeart som beskrevs av Sinclair 1994. Trichoclinocera pectinifemur ingår i släktet Trichoclinocera och familjen dansflugor.
Artens utbredningsområde är Pennsylvania. Inga underarter finns listade i Catalogue of Life.